# Paratrichobius loewi
Paratrichobius loewi är en tvåvingeart som beskrevs av Wenzel 1966. Paratrichobius loewi ingår i släktet Paratrichobius och familjen lusflugor. Inga underarter finns listade i Catalogue of Life.